# René-Louis-Victor de La Tour du Pin
Pour les autres membres de la famille, voir Famille de La Tour du Pin.

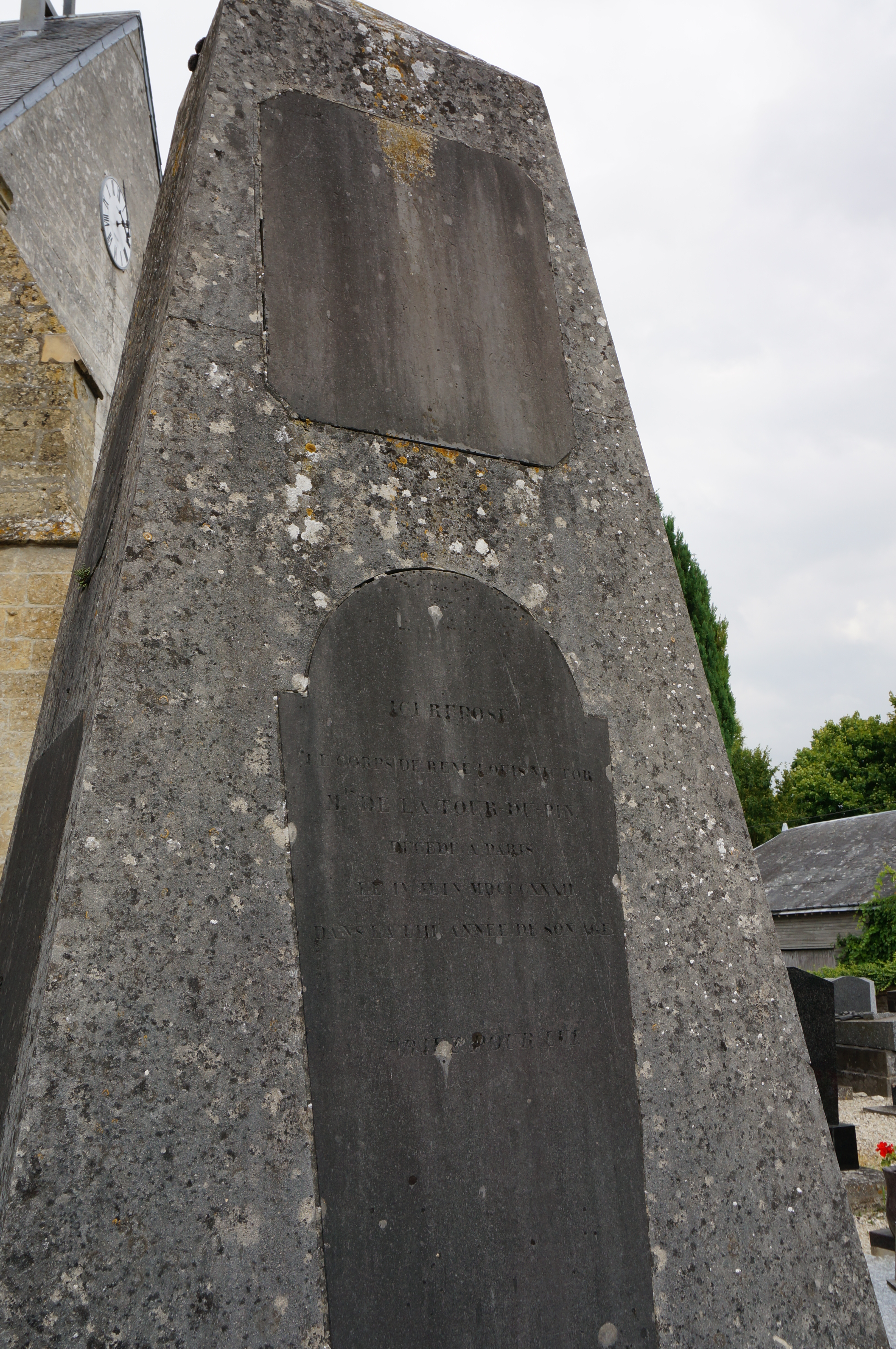
Obélisque des La Tour du Pin, cimetière de Thugny-Trugny.

René-Louis-Victor de La Tour du Pin, marquis de La Charce (22 août 1779 à Paris - 4 juin 1832 à Paris), est un militaire et homme politique français.

## Biographie
Fils de René de La Tour du Pin, marquis de Gouvernet (1750-1781), et de sa seconde épouse, Louise Charlotte de Béthune (1759-1818), il est orphelin de père à l'âge de deux ans.  
Sa mère, héritière dans les Ardennes, du marquisat de Thugny, se remarie en 1792 avec Tatius Rodolphe Gilbert de Salis. 
Par sa mère, il est le descendant du financier Antoine Crozat et le petit-neveu de Marie Casimire Louise de La Grange d'Arquien, épouse de Jean III Sobieski, Roi de Pologne. 
Il passe sa jeunesse au château de Thugny-Trugny et sert, à la Restauration, comme lieutenant-colonel d'état-major dans la garde royale du Roi Louis XVIII. 
À la seconde Restauration, le 22 août 1815, Il est élu député par le collège du département de la Haute-Saône. Il siège dans la majorité de la Chambre introuvable, et échoue, aux élections du 4 octobre 1816 qui suivent la dissolution. 
Le 4 novembre 1820, il n'est pas plus heureux dans le 2e arrondissement électoral des Ardennes (Rethel) ; mais est élu, huit jours après, par le collège du département des Ardennes, succédant au second époux de sa mère, le baron de Salis, décédé.  
Il prend place à droite et continue à voter avec les ultras. Il échoue aux élections générales du 25 février 1824, dans le 2e arrondissement du même département (Rethel) ; c'est sa dernière tentative électorale.  
Il meurt à Paris le 4 juin 1832 et est inhumé à Thugny-Trugny. 

### Distinction
- Officier de la Légion d'honneur

### Mariage et descendance
Il épouse le 20 juillet 1803 la princesse Honorine de Monaco (Paris, 22 avril 1784 - Paris, 8 mai 1879), fille du prince Joseph de Monaco et de son épouse, Marie Thérèse de Choiseul. Dont deux enfants :
- Charlotte de La Tour du Pin (Paris, 28 mai 1805 - château de Fontaine française, 8 avril 1865), mariée à Paris le 27 février 1826 avec Charles Fortuné Guigues de Moreton, comte de Chabrillan (1796-1863), officier de cavalerie, chevalier de la Légion d'honneur, dont postérité. Leur petit-fils Aynard de Chabrillan (1869-1950) héritier du château de Thugny, revendiquera, au XXe siècle, le trône de Monaco.
- Aynard de La Tour du Pin, marquis de La Tour du Pin Gouvernet et de La Charce (Paris, 12 juin 1806 - Marseille, 11 novembre 1855). Officier, il sert en Afrique et termine sa carrière dans l'armée française en 1853 comme colonel, en raison de sa surdité. Il continue toutefois à servir en amateur, notamment à la guerre de Crimée, à la bataille de l'Alma, à celle d'Inkerman et à celle de Sébastopol. Gravement blessé à cette dernière bataille, il est rapatrié en France et meurt de ses blessures. Commandeur de la Légion d'honneur et de l'ordre du Danebrog, il est inhumé à Fontaine française. Sans alliance[1].

### Sources
- « René-Louis-Victor de La Tour du Pin », dans Adolphe Robert et Gaston Cougny, Dictionnaire des parlementaires français, Edgar Bourloton, 1889-1891 [détail de l’édition]
- Luc-Normand Tellier, Face aux Colbert : Les Le Tellier, Vauban, Turgot et l'avènement du libéralisme, Presses de l'Université du Québec, 1987 (lire en ligne)
- « René, Louis, Victor de La Tour Du Pin-Gouvernet de La Charce », sur Base de données de l'Assemblée Nationale (consulté le 22 février 2013)